# Облачные базы данных
Облачные базы данных — это базы данных, которые запускаются на платформах облачных вычислений, таких как Amazon EC2, GoGrid и Rackspace. Существуют две распространённые модели развёртывания: пользователи могут приобрести непосредственно услугу доступа к базам данных, обслуживаемым поставщиком облачного сервиса, или же запустить базы данных в облаке независимо, используя образ виртуальной машины. Среди облачных баз данных присутствуют как SQL-ориентированные, так использующие модель данных NoSQL.

## Модель развёртывания
Существует два основных метода запуска базы данных в облаке:
- Образ виртуальной машины — облачные платформы позволяют приобретать виртуальные машины, где возможно запускать базы данных. Пользователи могут загружать свои образы с уже установленной базой или же воспользоваться готовыми, где установлен уже оптимизированный экземпляр. Например, Oracle предлагает готовый образ для виртуальной машины с Oracle Database 11g Enterprise Edition на Amazon EC2.[4]

- База данных как сервис — некоторые облачные платформы предлагают сервис баз данных, при помощи которого можно обойтись без виртуальной машины. В данном случае, пользователю не нужно устанавливать и поддерживать базу данных самостоятельно. Вместо этого, поставщик сервиса берёт на себя ответственность в установке и обслуживании базы данных.[5][6] Например, Amazon Web Services предоставляет три базы данных, входящие в их облачный сервис: Amazon SimpleDB (NoSQL, где данные хранятся в парах ключ-значение), Amazon Relational Database Service (SQL-ориентированная база данных с MySQL интерфейсом) и DynamoDB.

Так же можно приобрести хостинг базы данных, в случае если база данных не предоставляется как сервис. Например, облачный провайдер Rackspace предлагает такую услугу для баз данных MySQL.

### Архитектура и общие характеристики
- Многие провайдеры к базам данных предоставляют веб-интерфейс, при помощи которого пользователи могут устанавливать и настраивать экземпляры баз данных. Например, веб-консоль Amazon Web Services позволяет запускать экземпляры баз данных, создавать снапшот (то же, что и резервное копирование) и следить за статистикой.
- Так же предлагается компонент управления базами данных, который контролирует основную базу данных, используя специальное API сервиса. API открыто для пользователя и позволяет ему выполнять обслуживание и масштабирование своих экземпляров баз данных. Например, API для Amazon Relational Database Service позволяет создавать сам экземпляр базы данных, модифицировать его содержимое, а также создавать снапшоты или восстанавливать данные из ранее созданных снапшотов.[7]
- Подобный сервис делает прозрачным для пользователя весь стек программного обеспечения, который используется для поддержания работоспособности базы. Обычно он включает в себя операционную систему, саму систему управления базами данных и стороннее программное обеспечение, используемое в работе. Поставщик услуг берёт на себя ответственность за установку, исправление и управление данным программным обеспечением.
- Данный сервис берёт на себя масштабируемость и доступность базы данных, причём особенности масштабируемости различаются у разных поставщиков — кто-то это делает автоматически, а другие позволяют пользователю производить расширение при помощи API. Также провайдеры обычно гарантируют высокую доступность сервиса (около 99,9 % или 99,99 %).

## Модели данных
Также важно различать реляционные и не реляционные, NoSQL, базы данных:
- SQL базы данных — это такие базы, как NuoDB, Oracle Database, Microsoft SQL Server и MySQL. Любую из них можно запускать в облаке, причём только от поставщика зависит, будет ли это образ виртуальной машины или сервис. SQL базы данных трудно масштабировать, потому что изначально они не были рассчитаны на облачную среду.
- NoSQL базы данных — это такие базы, как Apache Cassandra, CouchDB и MongoDB. NoSQL базы данных были созданы, чтобы выдерживать большую нагрузку на чтение/запись данных, а также легко расширяться и уменьшаться[источник не указан 4206 дней], к тому же они изначально создавались под облачные платформы. Однако, большинство современных программ были созданы с использованием SQL, поэтому работа с NoSQL базами данных часто требует полностью переписывать код приложения.

## Поставщики
Следующая таблица предоставляет информацию об основных поставщиках облачных баз данных, классифицированных по модели развёртывания — образ виртуальной машины или база данных, как сервис — и модели данных, SQL против NoSQL.
|       | Развёртывание виртуальной машины | База данных как сервис |
| ----- | --- | --- |
| SQL   | - Oracle Database - IBM DB2 - Ingres (database) - PostgreSQL - MySQL - ScaleDB - NuoDB - GaianDB - Cloud4Y                                                            | - Amazon Relational Database Service (MySQL) - Microsoft SQL Azure (MS SQL) - GenieDB - Heroku PostgreSQL as a Service (распределённая и выделенная база данных) - Clustrix Database as a Service - Xeround Cloud Database — MySQL front-end - EnterpriseDB Postgres Plus Cloud Database - GaianDB - ClearDB ACID-compliant MySQL - VK Cloud Solutions — Базы данных: MySQL, PostgreSQL |
| NoSQL | - CouchDB на Amazon EC2 - Hadoop на Amazon EC2 - Apache Cassandra на Amazon EC2 - Neo4J на Amazon EC2 или Microsoft Azure - MongoDB на Amazon EC2 или Microsoft Azure | - Amazon DynamoDB - Amazon SimpleDB - Cloudant Data Layer (CouchDB) - Database.com by Salesforce - Google App Engine Datastore - MongoDB Database as a Service - Cloudbase.io Cloud Database - VK Cloud Solutions — Базы данных: MongoDB |